# Ellen Allgurin
Ellen Allgurin (* 10. Mai 1994) ist eine schwedische Tennisspielerin.

## Karriere
Allgurin spielt hauptsächlich auf dem ITF Women’s Circuit, auf dem sie bislang je zwei Titel im Einzel und im Doppel gewinnen konnte. Auf der WTA Tour erreichte sie bei den Collector Swedish Open 2009 mit einer Wildcard die zweite Runde des Hauptfeldes; 2010 scheiterte sie dort bereits in der ersten Runde, ebenso 2011 und 2013. Im Jahr 2015 kam das Aus bereits in der 1. Qualifikationsrunde.
Seit 2009 spielt Allgurin für die schwedische Fed-Cup-Mannschaft; von ihren sieben Partien, davon fünf im Doppel, konnte sie vier gewinnen.
In der 2. Tennis-Bundesliga schlug sie 2015 für den TC Weiß-Blau Würzburg auf.
Nach ihrem Scheitern in der ersten Runde der Qualifikation beim WTA-Sandplatzturnier in Båstad im Juli 2015 ist sie bis zum Frühjahr 2017 auf der Damentour nicht mehr angetreten. 2017 bestritt sie 17 Turniere auf der ITF-Tour.
Ihr bislang letztes internationale Turnier spielte Allgurin im Februar 2020. Sie wird daher nicht mehr in der Weltrangliste geführt.

## Turniersiege

### Einzel
| Nr. | Datum            | Turnier   | Kategorie | Belag     | Finalgegnerin    | Ergebnis      |
| --- | ---------------- | --------- | --------- | --------- | ---------------- | ------------- |
| 1.  | 31. März 2013    | Antalya   | $10.000   | Hartplatz | Chantal Škamlová | 6:0, 3:6, 6:2 |
| 2.  | 18. Oktober 2014 | Toowoomba | $15.000   | Hartplatz | Jessica Moore    | 6:1, 6:3      |

### Doppel
| Nr. | Datum            | Turnier     | Kategorie | Belag           | Partnerin          | Finalgegnerinnen                 | Ergebnis          |
| --- | ---------------- | ----------- | --------- | --------------- | ------------------ | -------------------------------- | ----------------- |
| 1.  | 22. Februar 2013 | Helsingborg | $10.000   | Teppich (Halle) | Jeļena Ostapenko   | Cornelia Lister Lisanne van Riet | 6:2, 6:74, [10:7] |
| 2.  | 17. Mai 2013     | Båstad      | $10.000   | Sand            | Beatrice Cedermark | Rebecca Peterson Malin Ulvefeldt | 6:3, 6:0          |